# Le Poétereau
Le Poétereau (en anglais : The Poetaster) est une pièce de théâtre satirique élisabéthaine de Ben Jonson créée en 1601. La pièce participe de la polémique entre Jonson et ses rivaux Jonh Marston et Thomas Dekker lors de la Guerre des Théâtres de 1599-1601.
La pièce est inscrite au registre des Libraires le 21 décembre 1601 et est publiée in-quarto sous le titre Poetaster or The Arraignment (« Le Poétereau ou L'Accusation ») en 1602 chez l'éditeur Matthew Lownes. La page de titre de la première édition indique que la pièce a été jouée par les Enfants de la Chapelle. La pièce est republiée dans le premier recueil in-folio d'œuvres de Jonson en 1616 sous le titre Poetaster, Or His Arraignment (« Le Poétereau ou Son Accusation ») ; une préface à cette édition cite comme acteurs de la création Nathan Field, John Underwood, Salomon Pavy, William Ostler, Thomas Day et Thomas Marton.
Le terme de poetaster désigne un poète inférieur qui prétend à une valeur artistique ; il a été créé par Érasme en 1521 et vulgarisé par Jonson.
La pièce met en scène plusieurs poètes latins, dont Ovide, qui tient le rôle principal, et Horace. Ce dernier représente Jonson lui-même, opposé à Crispinus (Marston) au langage prétentieux et grandiloquent, et à Demetrius Fannius (Dekker). Les chercheurs ont tenté d'identifier les autres personnages à d'autres écrivains contemporains, dont George Chapman et William Shakespeare, sans que leurs conclusions fassent consensus. Le Poétereau est pourtant plus que l'expression de la rancœur de l'auteur à l'égard de ses deux rivaux : Jonson s'attache à décrire ce qu'il considère comme « les devoirs moraux du poète dans la société ». La pièce combine ainsi « des éléments non dramatiques et philosophiques sur les bons poètes à une satire des mauvais poètes. »